# Sistema ventricular
El sistema ventricular és un conjunt d'estructures/cavitats que contenen líquid cefalorraquidi en l'encèfal, situades dins del sistema nerviós central. Es continua amb el conducte central de la medul·la espinal, anomenat també canal medul·lar.

## Components
El sistema consta de quatre ventricles: 
- Ventricles laterals dret i esquerre
- Tercer ventricle
- Quart ventricle

Hi ha diversos petits orificis (i entre el tercer i el quart un conducte) que connecten aquests ventricles, encara que només les dues primeres de la llista de baix són generalment considerats part del sistema ventricular:
| Nom                | Des de              | A                                                     |
| Forat de Monro     | Ventricles laterals | Tercer ventricle                                      |
| Aqüeducte de Silvi | Tercer ventricle    | Quart                                                 |
| Forat de Magendie  | Quart ventricle     | Espai subaracnoidal/Cisterna magna                    |
| Forat de Luschka   | Quart ventricle     | Espai subaracnoidal/Cisterna de la gran vena cerebral |